# 海法大清真寺

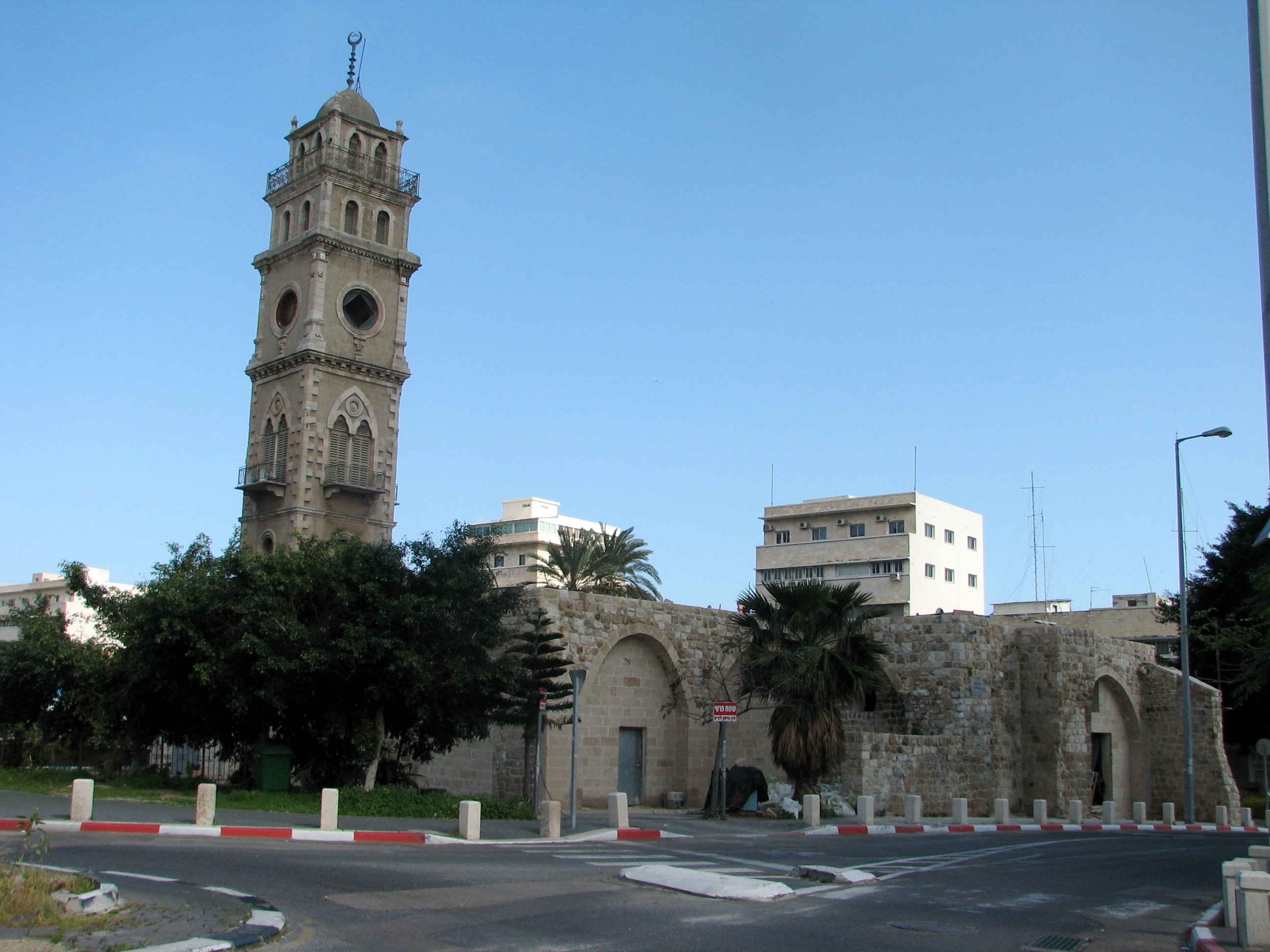
海法大清真寺

海法大清真寺（羅馬化：Masjid Haifa al-Kabir ）是位於以色列海法的清真寺。该清真寺建于18世纪末奥斯曼帝国统治期间。  2025年6月20日，一枚伊朗导弹击中了这座清真寺。 